# U-959
U-959 – niemiecki okręt podwodny (U-Boot) typu VII C z okresu II wojny światowej. Okręt wszedł do służby w 1943 roku. Kolejnymi dowódcami byli: Oblt. Martin Duppel i Oblt. Friedrich Weitz.

## Historia
Wcielony do 5. Flotylli U-Bootów celem szkolenia załogi, od marca 1944 roku w 13. Flotylli jako jednostka bojowa.
Okręt odbył dwa patrole bojowe, podczas których nie zatopił żadnej jednostki przeciwnika.
U-959 został zatopiony 2 maja 1944 roku na Morzu Norweskim na południowy wschód od wyspy Jan Mayen bombami głębinowymi zrzuconymi przez samolot Fairey Swordfish z lotniskowca eskortowego HMS „Fencer”. Zginęła cała 53-osobowa załoga U-Boota.